# Katastrofa kolejowa w Badarwas (2010)
Katastrofa kolejowa w Badarwas miała miejsce 20 września 2010 w Badarwas w środkowych Indiach. W wyniku wypadku zginęły 23 osoby, 50 zostało rannych.

## Przebieg zdarzeń
Pociąg towarowy, wjeżdżający na stację kolejową w Badarwas staranował stojący przy peronie skład Intercity Express. W wyniku zderzenia śmierć na miejscu poniosło 23 osoby, wszyscy byli obywatelami Indii. 50 osób zostało rannych. Przyczyną wypadku była nieuwaga prowadzącego pociąg towarowy. Pomimo czerwonego światła wjechał na stację wbijając się w ostatni wagon składu ekspresowego.